# Rittersterne
Die Rittersterne (Hippeastrum) sind eine Pflanzengattung innerhalb der Familie der Amaryllisgewächse (Amaryllidaceae). Die etwa 80 Arten gedeihen in Gebieten mit einer ausgeprägten Trockenzeit in Südamerika. Die in Europa als Zierpflanzen kultivierten Ritterstern-Sorten sind überwiegend Hybriden.

## Beschreibung

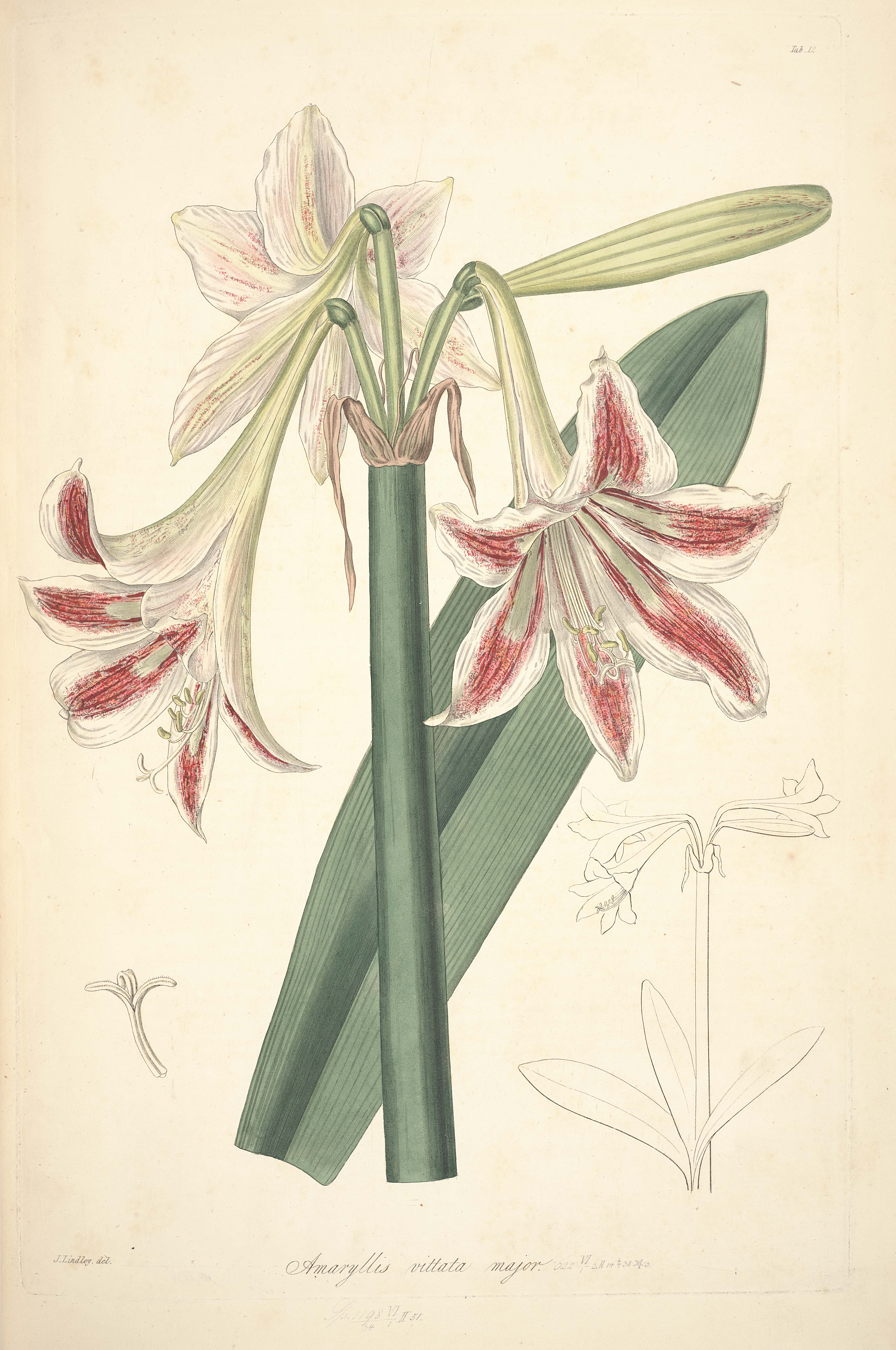
Illustration von Hippeastrum vittatum aus John Lindley: Collectanea Botanica, 1821

### Erscheinungsbild und Laubblätter
Hippeastrum-Arten wachsen als ausdauernde krautige Pflanzen. Sie bilden als Überdauerungsorgane mehr oder weniger kugelige Zwiebeln.
Es werden einige grundständige Laubblätter gebildet. Die einfachen, fleischigen Blattspreiten sind zungenförmig, parallelnervig, glattrandig mit zugespitztem oberen Ende.
Die Wuchshöhe des Rittersterns liegt bei etwa 50 bis 80 Zentimetern.

### Blütenstände, Blüten und Früchte
Der Blütenstandsschaft ist hohl. Es wird ein doldiger Blütenstand gebildet. Unterhalb der Blüten befinden sich zwei Tragblätter, die im knospigen Stadium die Blütenknospen schützend umhüllen und während der Anthese trockenhäutig herunterhängen. Die gestielten Blüten sind ausgebreitet bis leicht hängend.
Die zwittrigen Blüten sind dreizählig. Die zwei Kreise mit je drei Blütenhüllblättern sind trichter- bis glockenförmig verwachsen. Die äußeren drei Blütenhüllblätter sind etwas kürzer als die inneren. Es ist eine winzige kronenförmige Nebenkrone am Schlund der Blütenröhre vorhanden. Es sind zwei Kreise mit je drei fast gleichen Staubblättern vorhanden; sie überragen die Blütenröhre nicht. Die schlanken Staubfäden sind in der Blütenröhre inseriert. Drei Fruchtblätter sind zu einem unterständigen ellipsoiden Fruchtknoten verwachsen. Der schlanke Griffel ist etwa so lang wie die Blütenhüllblätter und endet in einer kopfigen oder schwach dreilappigen Narbe.
Die Kapselfrucht öffnet sich lokulizid und enthält wenige bis viele Samen.
Der Ritterstern zählt zu den Winterblühern. Seine Blütezeit reicht vom Oktober bis in den April hinein. Einige Sorten bilden nahezu einfarbige Blütenblätter (z. B. in den Farben Rot, Weiß, Rosa, Gelb oder Violett). Aber auch Randzeichnungen, Streifenmuster oder gesprenkelte Muster in verschiedenen Farben und Tönungen sind weit verbreitet. Das Besondere an den Blüten des Rittersterns ist die Größe der Blüten: Diese können einen Durchmesser von bis zu 20 Zentimetern erreichen.
Bei entsprechender Pflege (Wasser/Düngung/Substrat/Licht) und konsequenter Einhaltung von verkürzten Temperaturzyklen (warm/kalt/warm) kann es bis zur nächsten Blühperiode auch durchaus merklich weniger als ein ganzes Jahr dauern.

### Inhaltsstoffe
Die Hippeastrum-Hybriden enthalten, ebenso wie auch die Belladonnalilie (Amaryllis belladonna), das Alkaloid Lycorin.

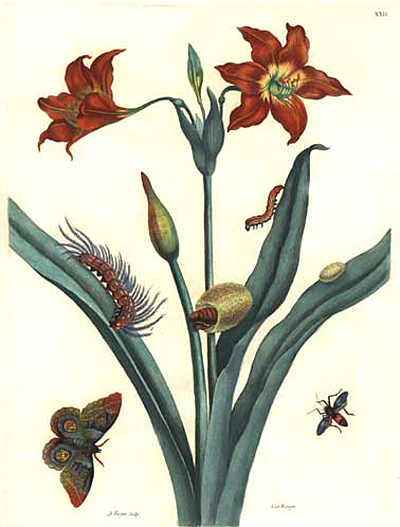
Illustration von Hippeastrum puniceum von Maria Sibylla Merian, 1705

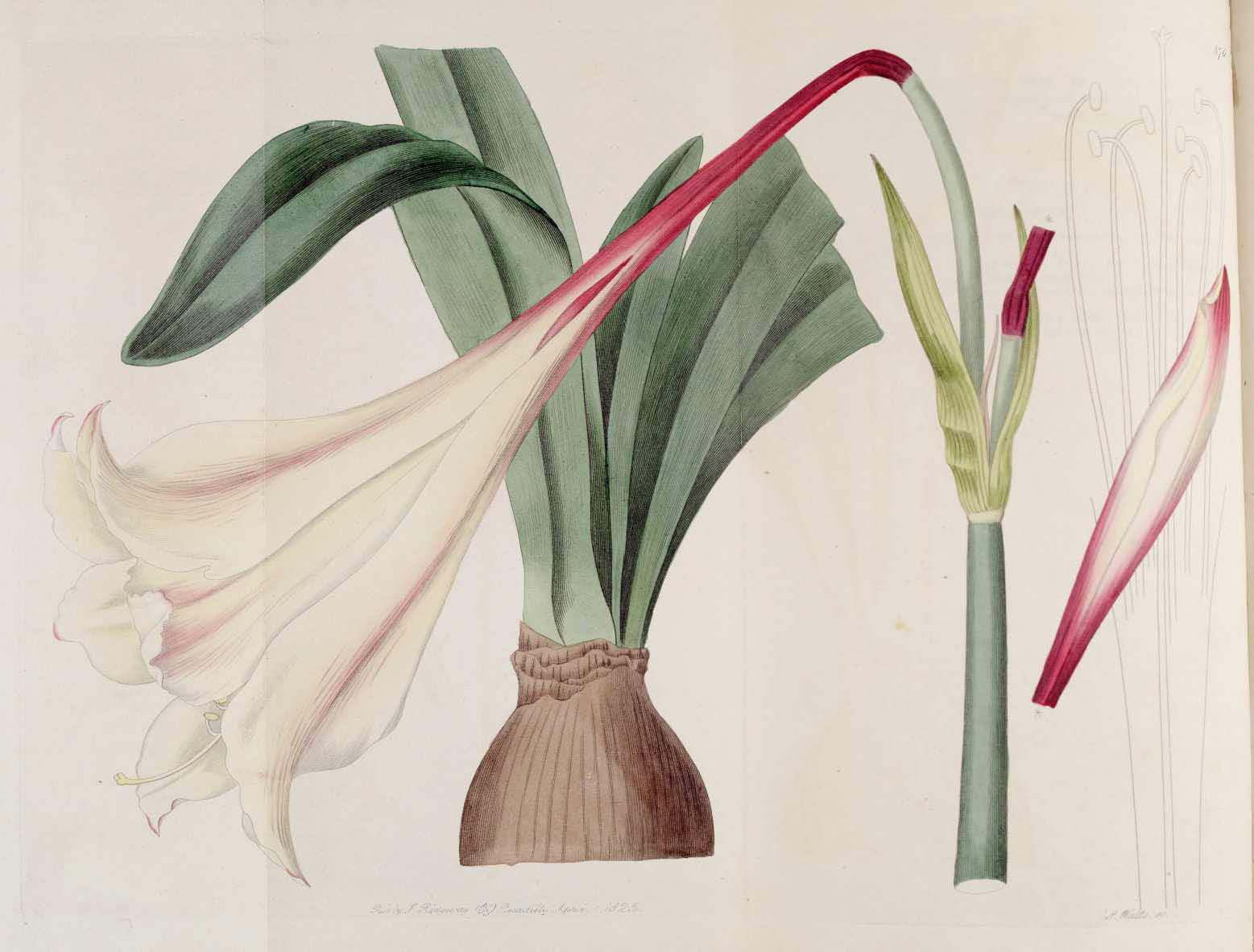
Illustration von Hippeastrum elegans aus Botanical Register; Consisting of Coloured Figures of Exotic Plants Cultivated in British Gardens; with their History and Mode of Treatment. London, Volume 11, 1825 Tafel 876, unter dem Synonym Amaryllis solandriflora var. vittata

## Systematik

### Botanische Geschichte – Trennung vonHippeastrumundAmaryllis
Die Taxonomie der Gattungen ist Hippeastrum und Amaryllis. Carl von Linné prägte 1753 den Artnamen Amaryllis belladonna als Typusart der Gattung Amaryllis. In seinem Werk Species Plantarum beschrieb er acht weitere Amaryllis-Arten. Linné arbeitete von 1735 bis 1737 auf dem Anwesen von George Clifford nahe Haarlem und beschrieb die dort kultivierten Pflanzenarten im Werk Hortus Cliffortianus. Linné verwendet die Erkenntnisse aus dem Hortus Cliffortianus in seinem Species Plantarum. Clifford's Herbarium ist im Natural History Museum in London hinterlegt.
Seit dieser Zeit wurden die Arten des südlichen Afrika und Südamerika in die gleiche Gattung Amaryllis eingeordnet. Im frühen 19. Jahrhundert war die Gattung Amaryllis auf etwa 50 Arten angewachsen. Diese Arten sind heute in etwa ein Dutzend Gattungen aufgeteilt. Diese Arbeit wurde 1819 begonnen mit den Beiträgen des englischen Botanikers William Herbert in Curtis’s Botanical Magazine, die er 1821 fortsetzte in The Botanical Register, indem er 14 Arten in die neue Gattung Hippeastrum stellte und drei Arten in der Gattung Amaryllis beließ. Die restlichen Amaryllis-Arten stellte er in eine andere Gattung, von denen er einige neu aufstellte. 1837 präzisierte Herbert seine Beschreibung von Hippeastrum in seinem Werk über die Amaryllidaceae. Lange Zeit wurde kontrovers diskutiert, ob eine neotropische oder südafrikanische Art die Typusart der Gattung Amaryllis ist; dies wird nach der Prioritätsregel festgelegt. Die abschließende Entscheidung erfolgte 1987 durch den 14. International Botanical Congress, der festlegte, Amaryllis L. soll ein nomen conservandum sein, basierend auf einem südafrikanischen Herbarmaterial des Clifford Herbarium von Amaryllis belladonna L. Dadurch ist Amaryllis L. der gültige Name für die südafrikanische Gattung, die südamerikanischen Arten gehören in die Gattung Hippeastrum. Wie es öfter vorkommt bei Zierpflanzen, bleibt im Volksmund auch noch der alte Trivialname „Amaryllis“ für die Hippeastrum-Sorten erhalten und führt zu häufigen Verwirrungen.

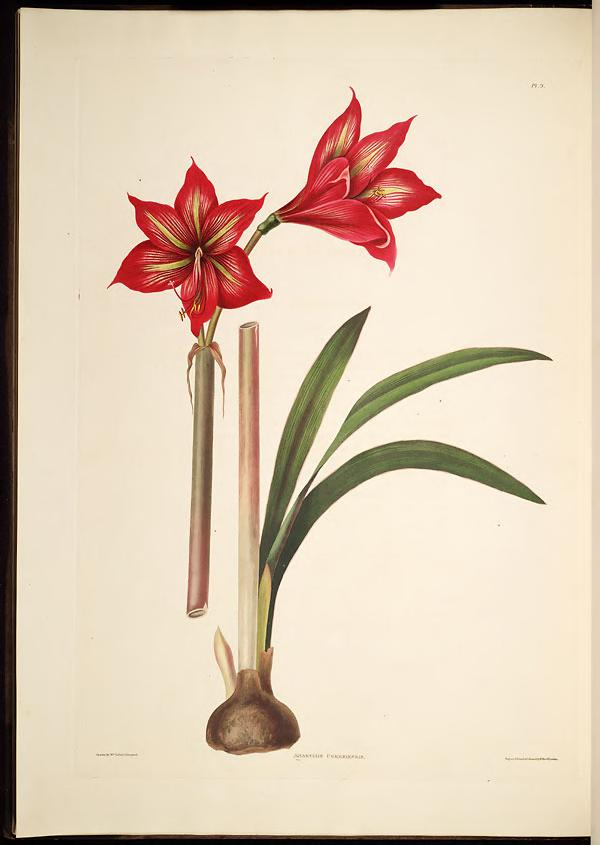
Illustration aus A selection of Hexandrian plants, belonging to the natural orders Amaryllidae and Liliacae, Tafel 9 von Hippeastrum correiense

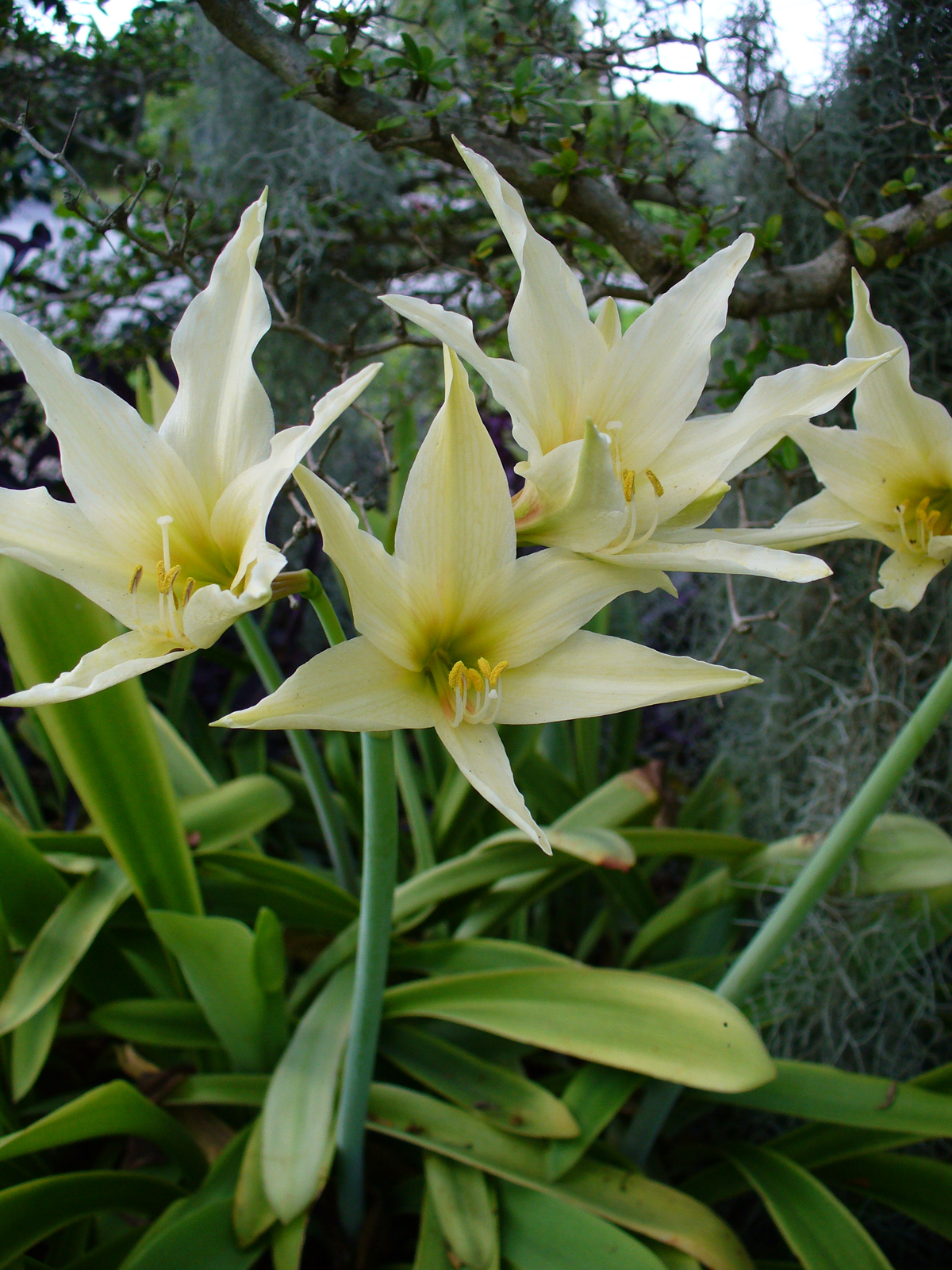
Blüten von Hippeastrum evansiae

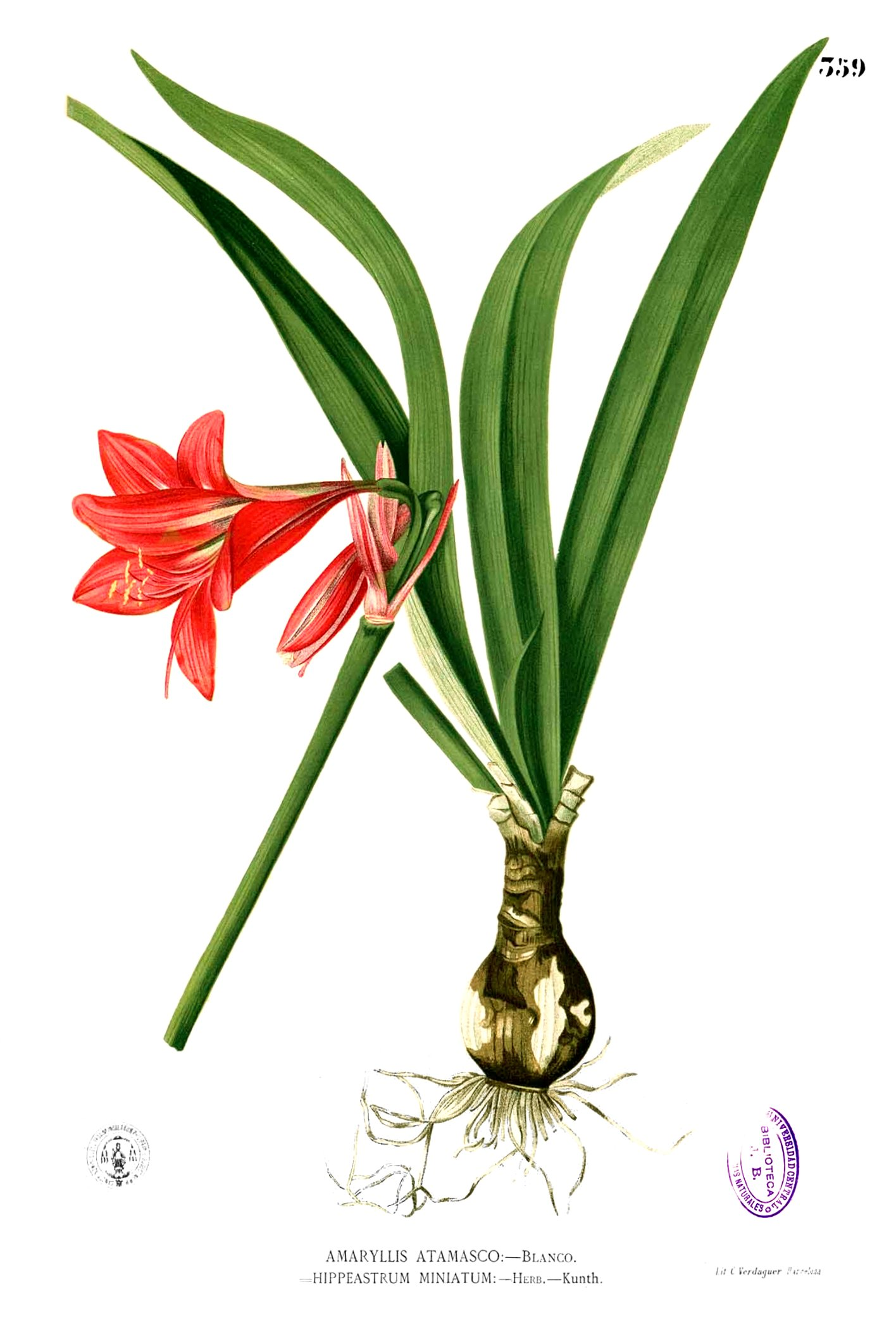
Illustration aus Francisco Manuel Blanco: Flora de Filipinas. Según el sistema de Linneo von Hippeastrum miniatum

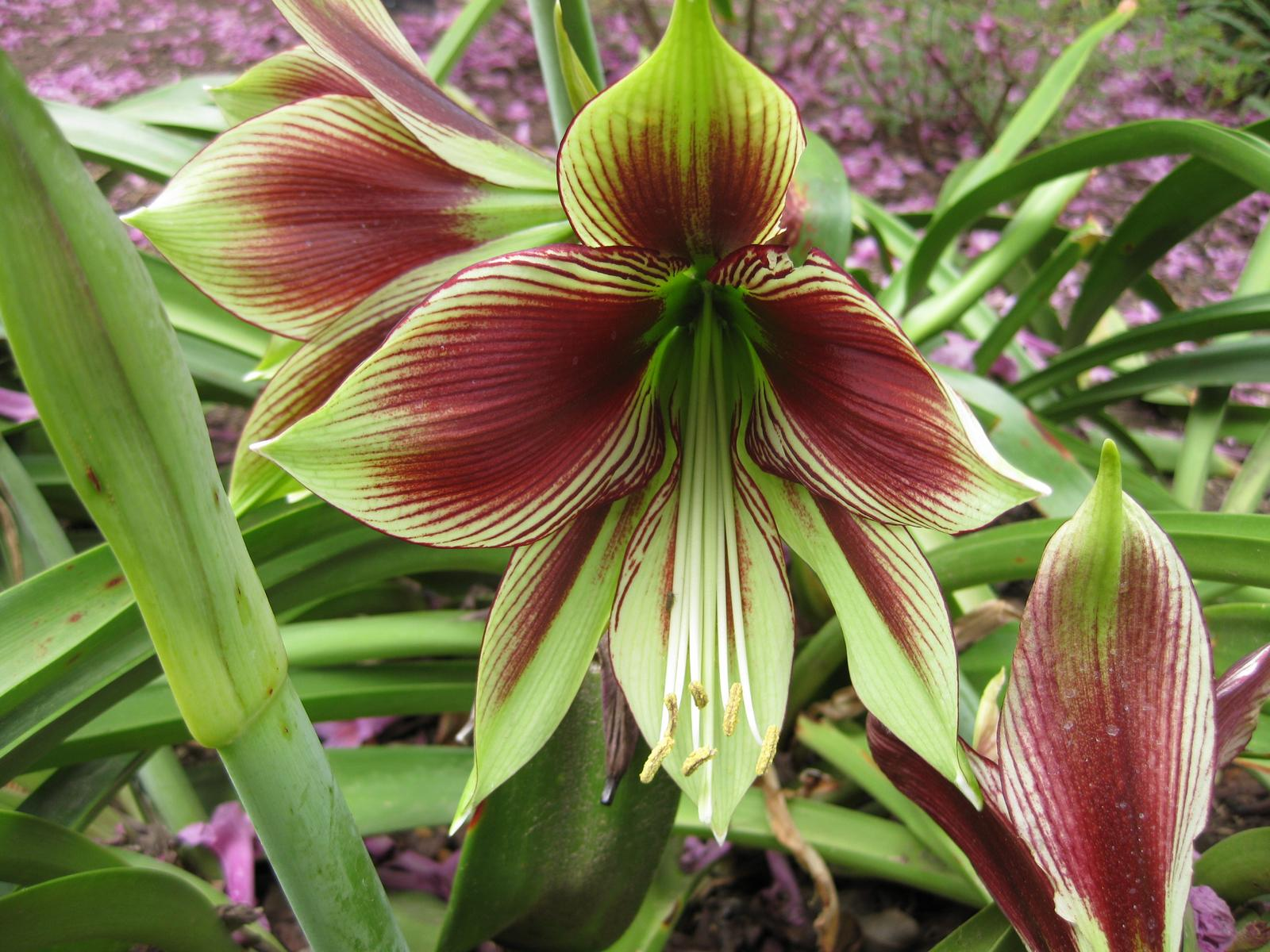
Blüte von Hippeastrum papilio

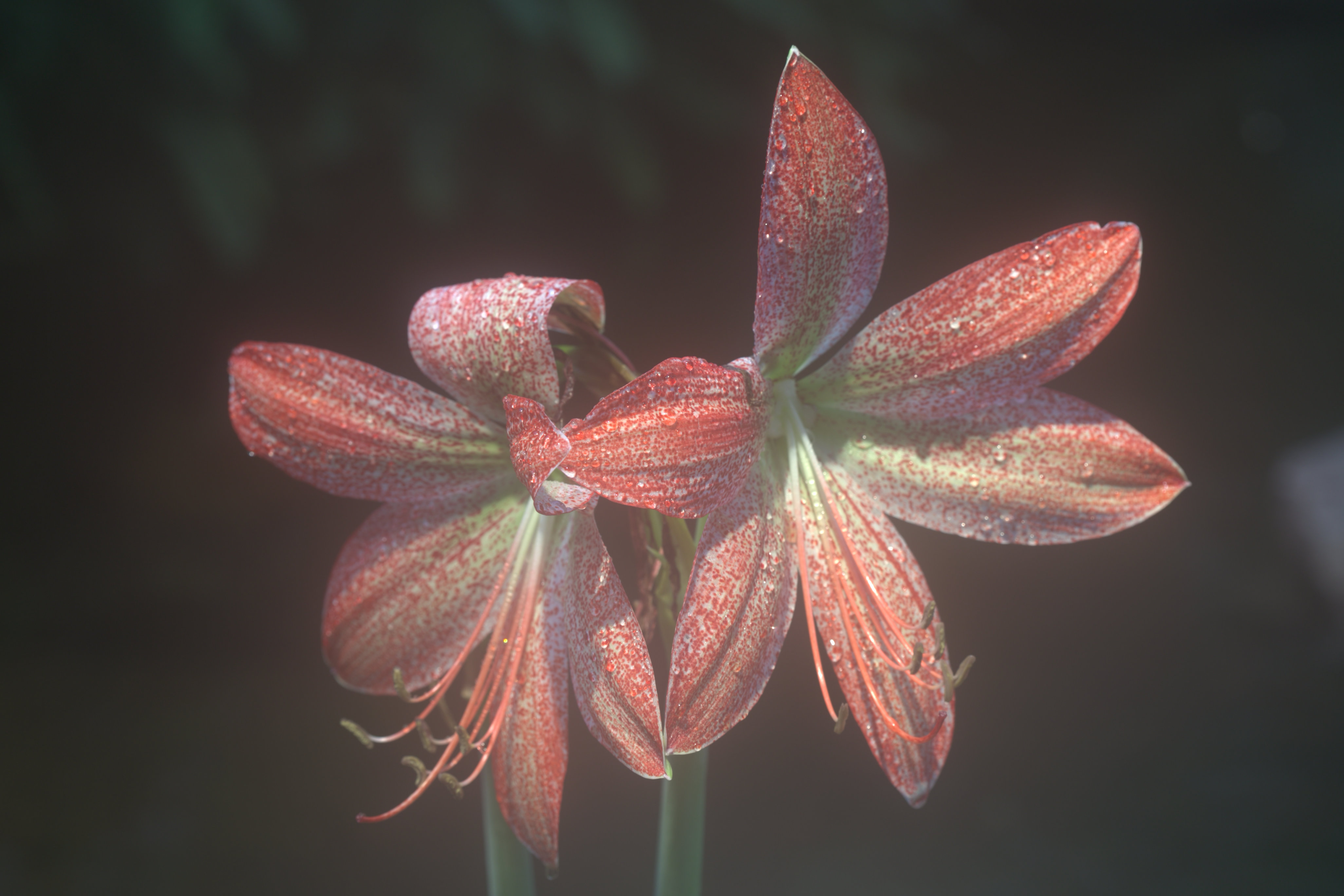
Blüten von Hippeastrum pardinum

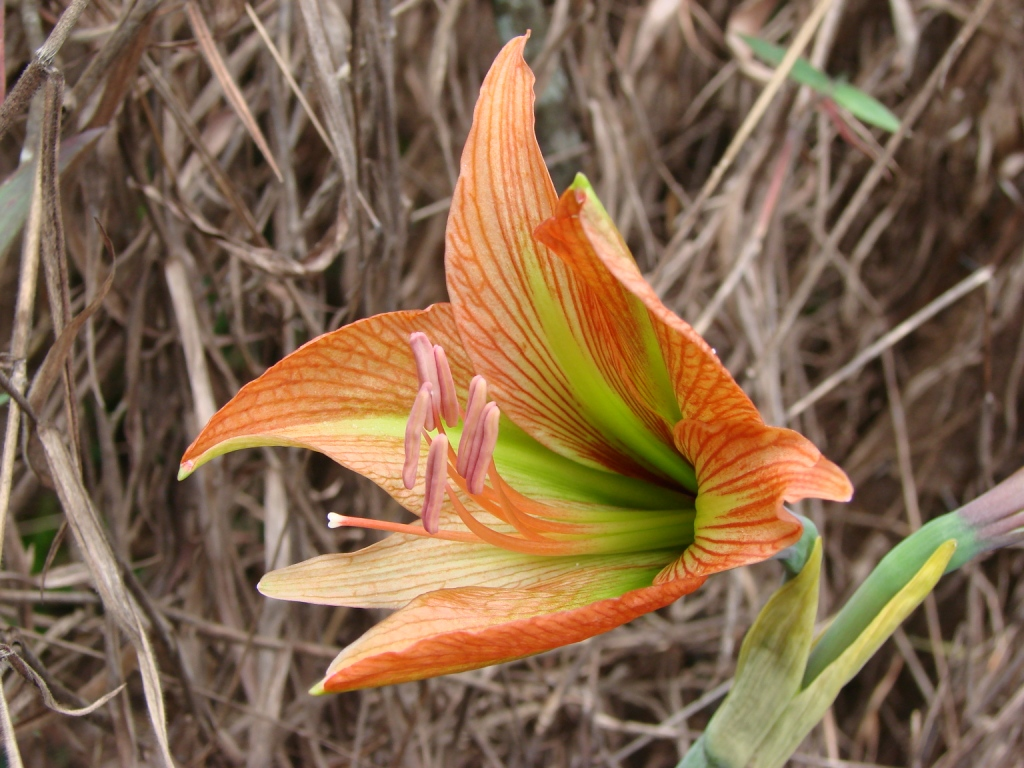
Blüte von Hippeastrum puniceum

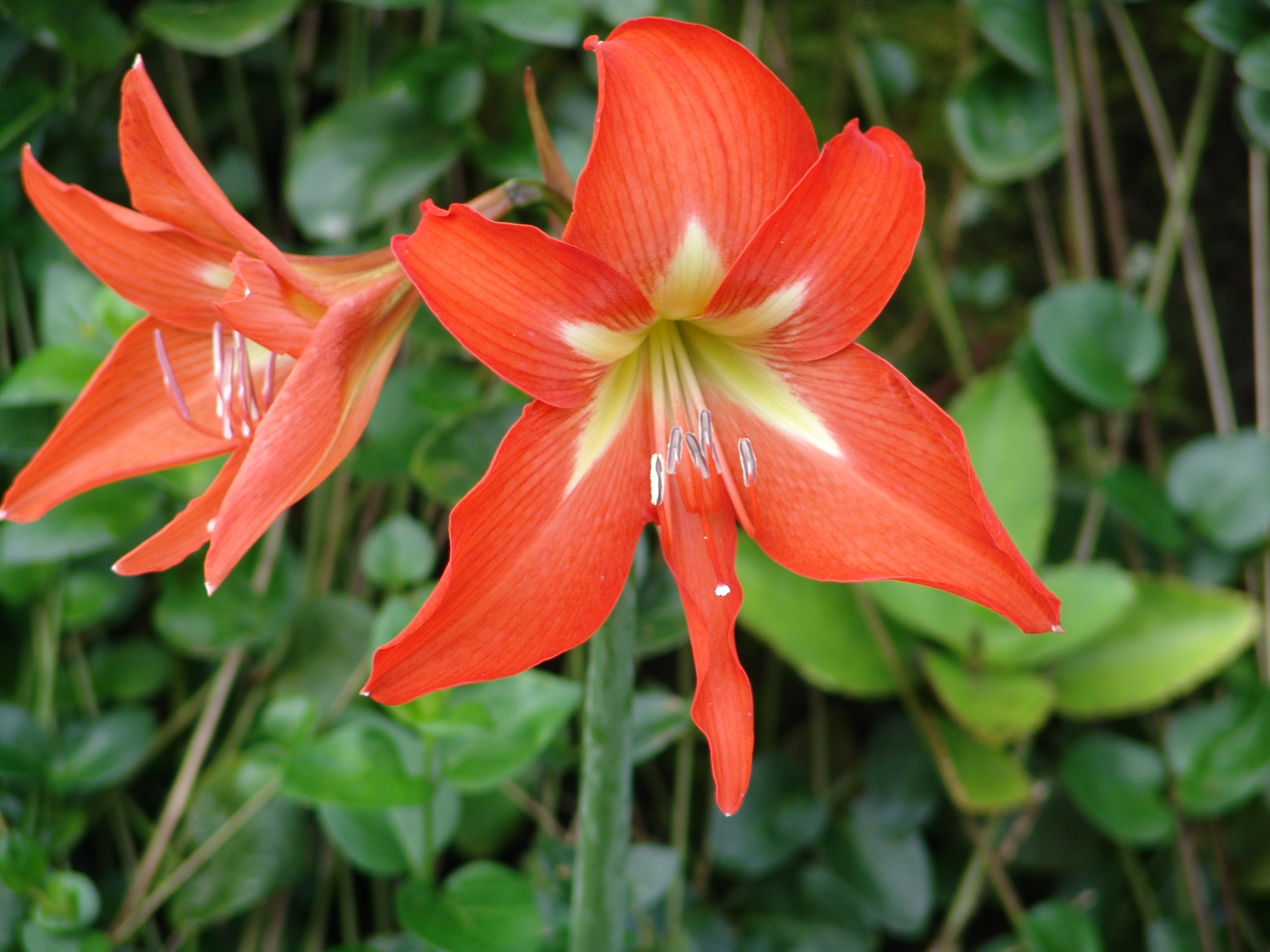
Hippeastrum reginae

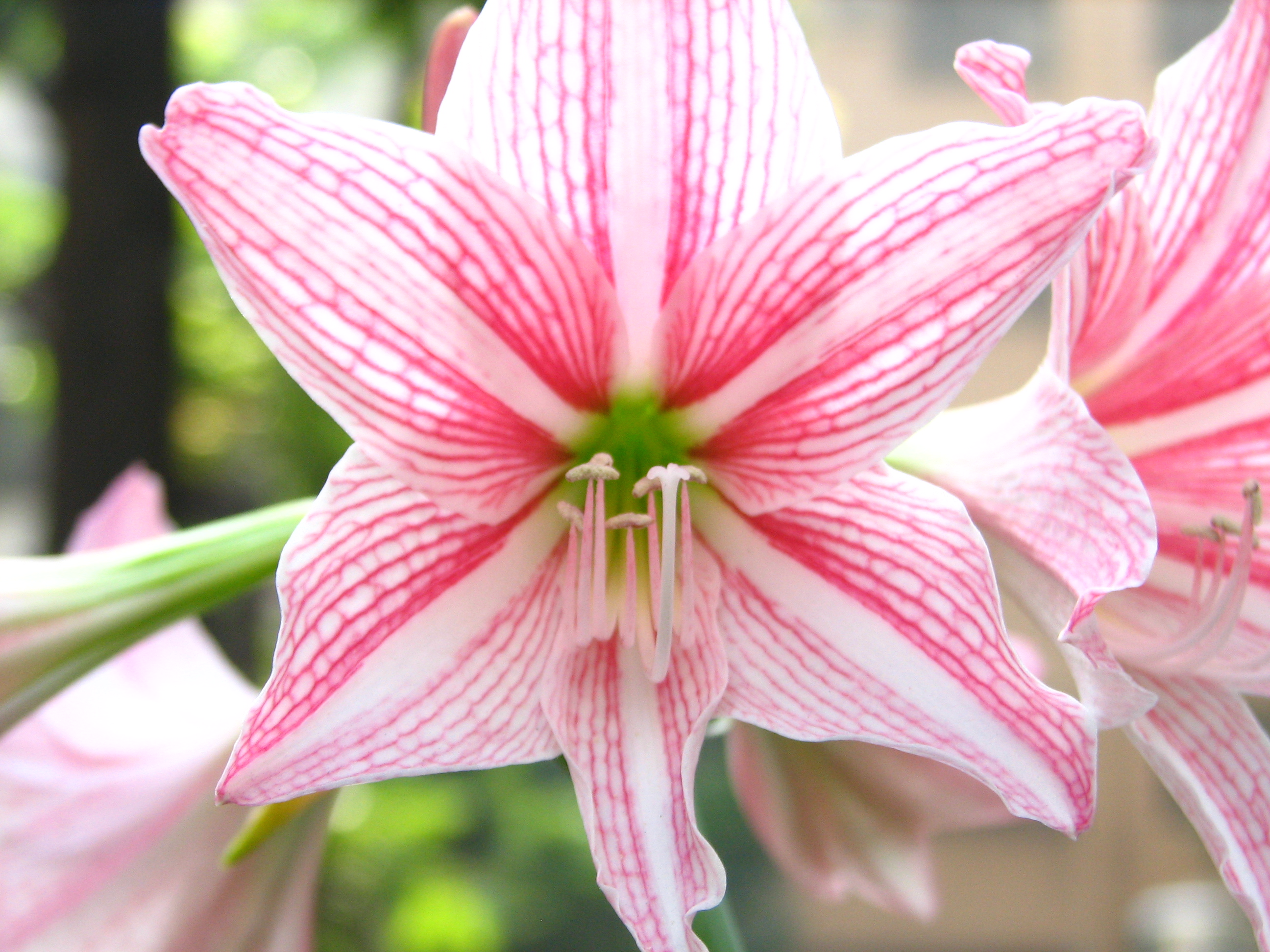
Blüte von Hippeastrum reticulatum

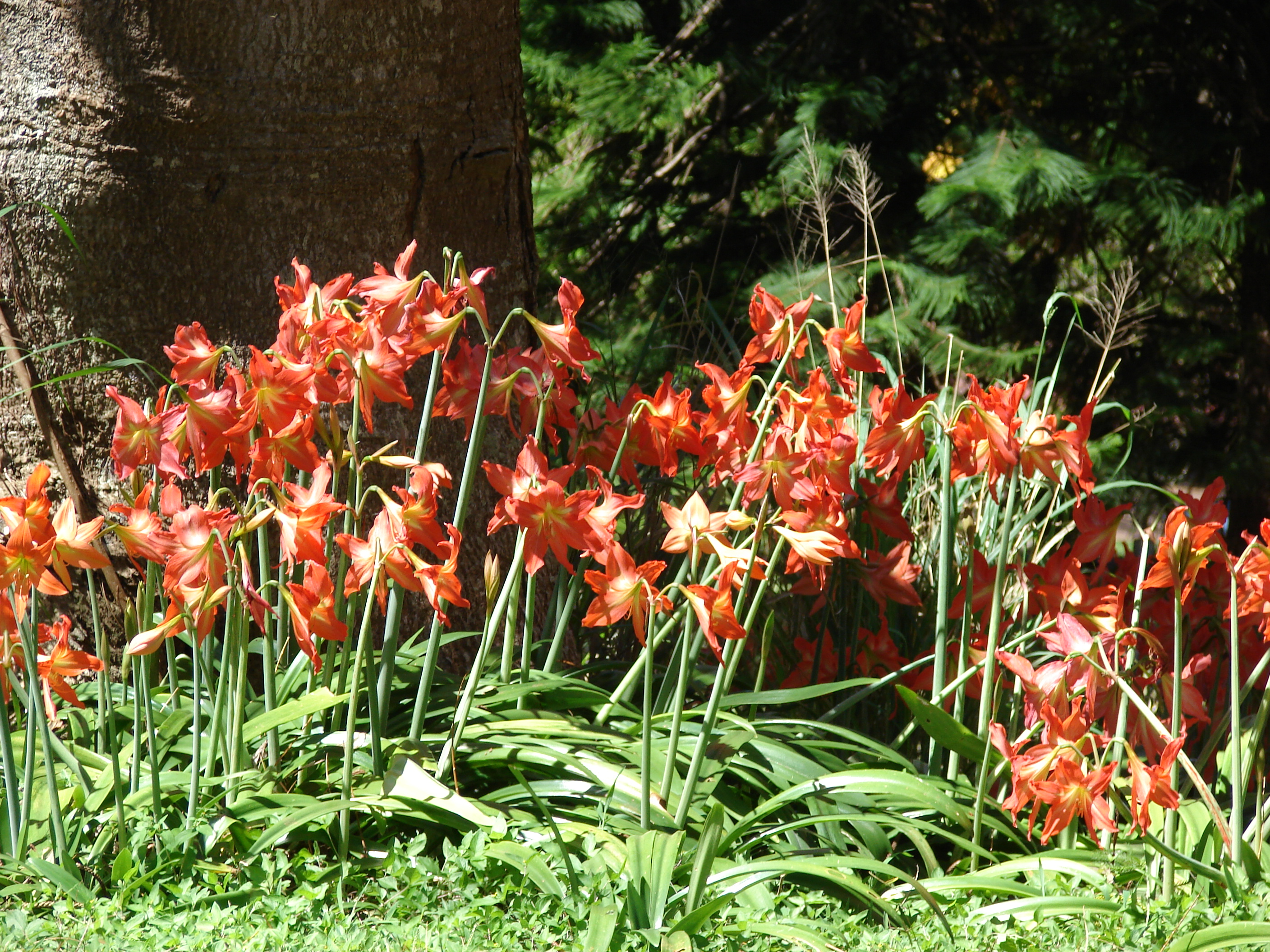
Habitus, Laubblätter, Blütenstände und Blüten von Hippeastrum striatum

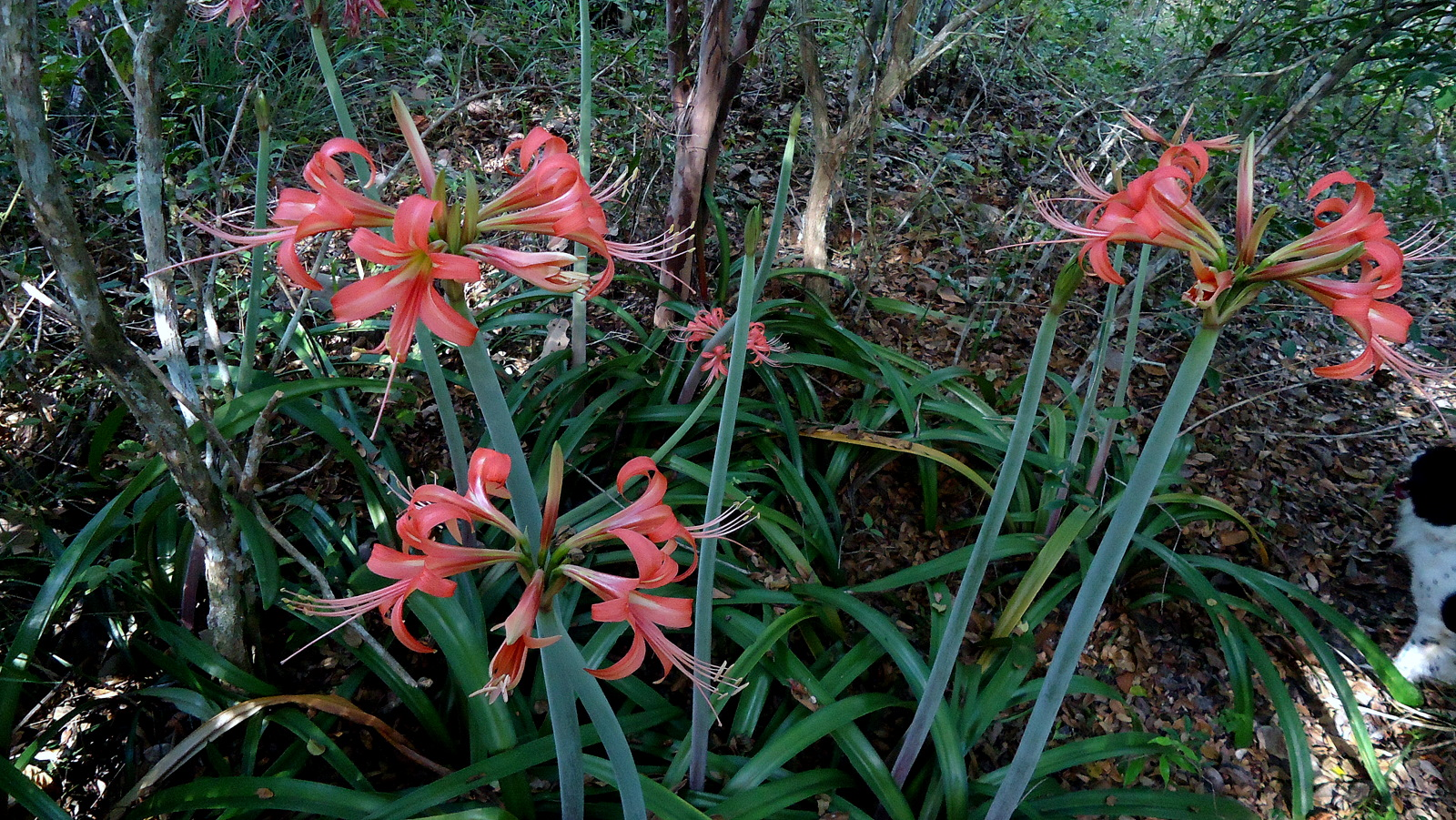
Habitus, Laubblätter, Blütenstände und Blüten von Hippeastrum stylosum

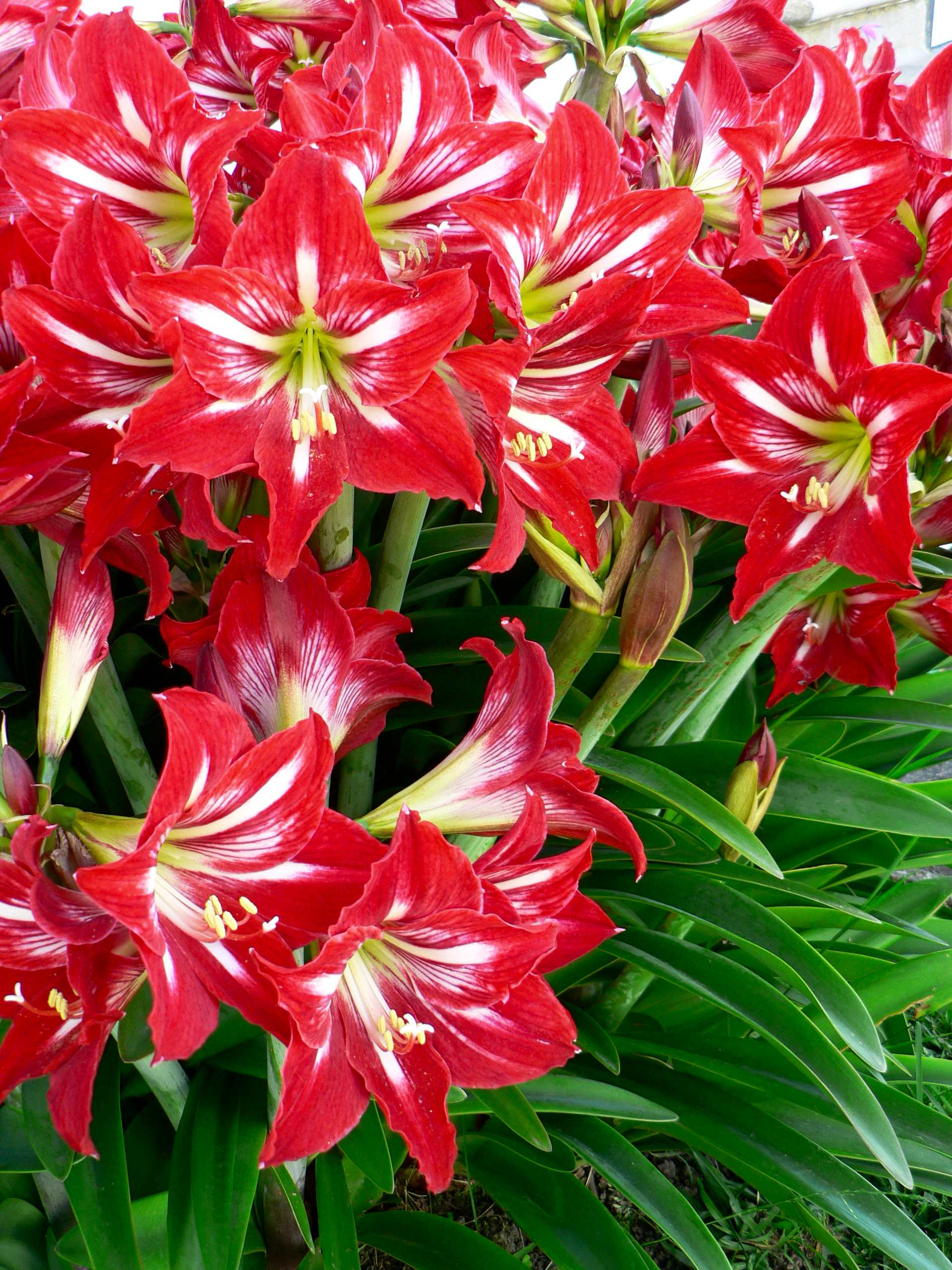
Hippeastrum ×johnsonii

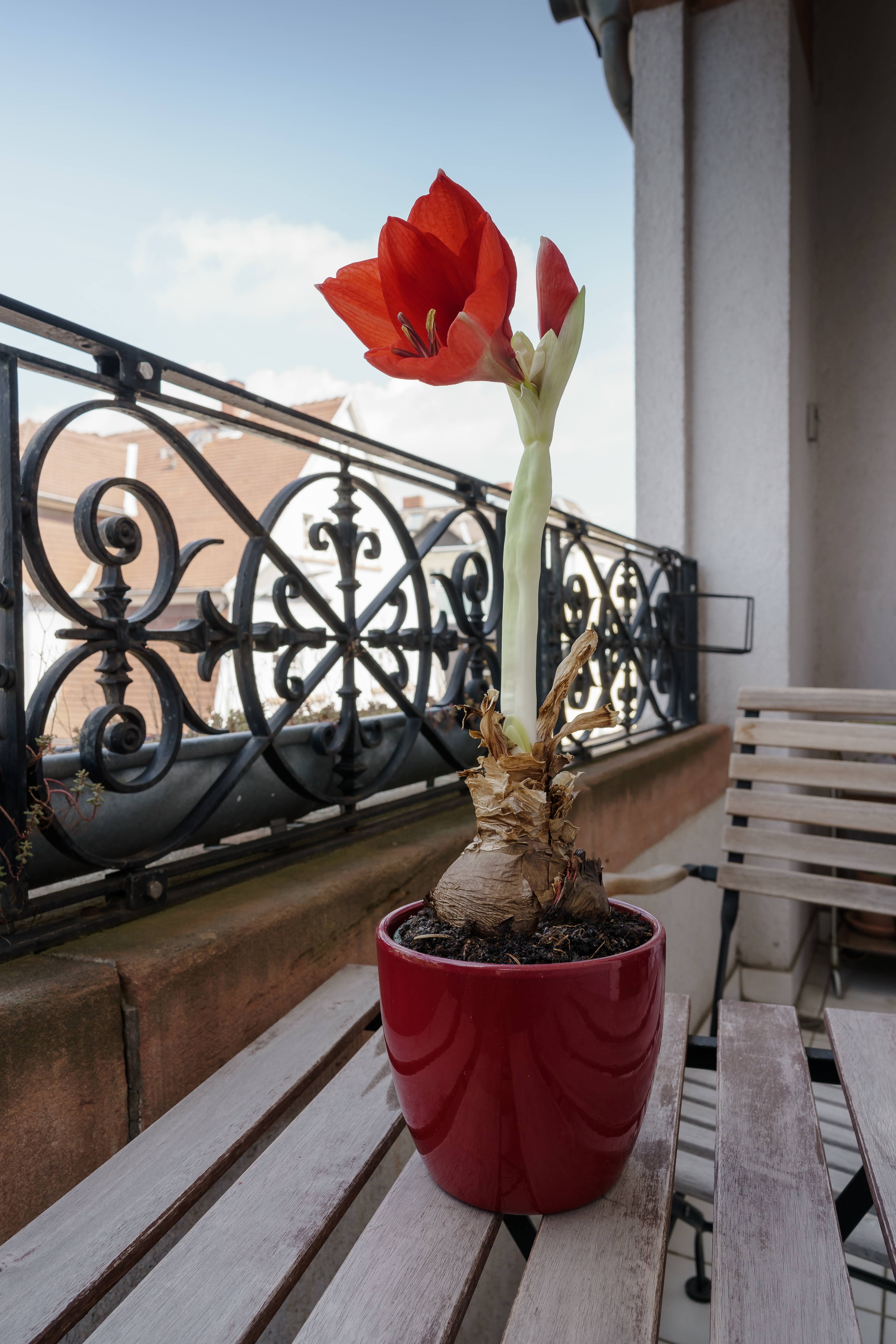
Hippeastrum als Topfpflanze

Die Gattung Hippeastrum wurde 1821 von William Herbert in An Appendix: General index to the Botanical magazine, vol. 43-48 containing a treatise on bulbous roots. By William Herbert with plates. London, S. 31 beschrieben. Als Typusart beibehalten wurde Hippeastrum reginae (L.) Herb. Synonyme für Hippeastrum Herb. nom. cons. sind: Leopoldia Herb. nom. rej., Callicore Link, Aulica Raf., Eusarcops Raf., Trisacarpis Raf., Aschamia Salisb., Chonais Salisb., Lais Salisb., Omphalissa Salisb., Lepidopharynx Rusby, Moldenkea Traub, Carlotea Arruda ex Koster.

### Äußere Systematik
Die Gattung Hippeastrum gehört zur Tribus Hippeastreae in der Unterfamilie Amaryllidoideae innerhalb der Familie Amaryllidaceae.

### Arten und ihre Verbreitung
Es gibt seit 2015 etwa 98 Hippeastrum-Arten in der Neotropis:
- Hippeastrum aglaiae (A.Cast.) Hunz. & A.A.Cocucci: Sie ist von Bolivien bis zum nordwestlichen Argentinien verbreitet.[12]
- Hippeastrum amaru (Vargas) Meerow: Sie kommt in Peru vor.[12]
- Hippeastrum andreanum Baker: Sie kommt in Kolumbien vor.[12]
- Hippeastrum angustifolium Pax: Sie ist vom südöstlichen Brasilien bis nordöstlichen Argentinien verbreitet.[12]
- Hippeastrum anzaldoi (Cárdenas) Van Scheepen: Sie kommt in Bolivien vor.[12]
- Hippeastrum apertispathum (Traub) H.E.Moore: Sie kommt nur im brasilianischen Bundesstaat Espírito Santo vor.[12]
- Hippeastrum arboricola (Ravenna) Meerow: Sie kommt nur in der argentinischen Provinz Misiones vor.[12]
- Hippeastrum argentinum (Pax) Hunz. (Syn.: Hippeastrum tucumanum E.Holmb., Hippeastrum candidum Stapf): Sie ist von Peru bis zum nördlichen Argentinien verbreitet.[12]
- Hippeastrum aulicum (Ker Gawl.) Herb. (Syn.: Hippeastrum tweedieanum Herb., Hippeastrum robustum A.Dietr. ex Walp., Hippeastrum heuserianum H.Karst.): Sie ist von Brasilien bis Paraguay verbreitet.[12]
- Hippeastrum aviflorum (Ravenna) Dutilh: Sie kommt nur in der argentinischen Provinz Salta vor.[12]
- Hippeastrum blossfeldiae (Traub & J.L.Doran) Van Scheepen: Sie kommt im südöstlichen Brasilien bis zum Bundesstaat Paraná vor.[12]
- Hippeastrum brasilianum (Traub & J.L.Doran) Dutilh: Sie kommt nur im brasilianischen Bundesstaat Espírito Santo vor.[12]
- Hippeastrum breviflorum Herb.: Sie kommt nur in der argentinischen Provinz Buenos Aires vor.[12]
- Hippeastrum bukasovii (Vargas) Gereau & Brako: Sie kommt nur in der peruanischen Region Puno vor.[12]
- Hippeastrum caiaponicum (Ravenna) Dutilh Sie ist im westlichen-zentralen Brasilien verbreitet.[12]
- Hippeastrum calyptratum (Ker Gawl.) Herb.: Sie kommt im südöstlichen Brasilien bis zum Bundesstaat Paraná vor.[12]
- Hippeastrum canastrense Dutilh & R.S.Oliveira: Sie wurde 2013 aus dem brasilianischen Bundesstaat Minas Gerais erstbeschrieben.[12]
- Hippeastrum canterai Arechav.: Sie kommt in Uruguay vor.[12]
- Hippeastrum cardenasii R.Vásquez & R.Lara: Sie wurde 2015 aus Bolivien erstbeschrieben.[12]
- Hippeastrum caupolicanense (Cárdenas) Van Scheepen: Sie kommt in Bolivien vor.[12]
- Hippeastrum chionedyanthum (Cárdenas) Van Scheepen: Sie kommt in Bolivien vor.[12]
- Hippeastrum cipoanum (Ravenna) Meerow: Sie kommt nur im brasilianischen Bundesstaat Minas Gerais vor.[12]
- Hippeastrum condemaitae (Vargas & E.Pérez) Meerow: Sie kommt nur in der peruanischen Region Cusco vor.[12]
- Hippeastrum correiense (Bury) Worsley (Syn.: Hippeastrum aulicum var. glaucophyllum (Hook.) Herb., Hippeastrum organense Herb., Hippeastrum gardneri (Seub.) Hoehne): Sie ist im südöstlichen Brasilien verbreitet.[12]
- Hippeastrum crociflorum Rusby: Sie kommt in Bolivien vor.[12]
- Hippeastrum curitibanum (Ravenna) Dutilh: Sie kommt im südöstlichen Brasilien bis zum Bundesstaat Paraná vor.[12]
- Hippeastrum cuzcoense (Vargas) Gereau & Brako: Sie kommt nur in der peruanischen Region Cusco vor.[12]
- Hippeastrum cybister (Herb.) Benth. ex Baker (Syn.: Hippeastrum anomalum Lindl. ex Planch., Hippeastrum deflexum (Rusby) L.B.Sm.): Sie ist von Bolivien zur argentinischen Provinz Jujuy verbreitet.[12]
- Hippeastrum damazianum Beauverd: Sie kommt nur im brasilianischen Bundesstaat Minas Gerais vor.[12]
- Hippeastrum diniz-cruziae Dutilh & Semir: Sie wurde 2013 aus dem brasilianischen Bundesstaat Minas Gerais erstbeschrieben.[12]
- Hippeastrum divijulianum (Cárdenas) Meerow: Sie kommt in Bolivien vor.[12]
- Hippeastrum doraniae (Traub) Meerow: Sie kommt im nordöstlichen Venezuela vor.[12]
- Hippeastrum elegans (Spreng.) H.E.Moore (Syn.: Hippeastrum ambiguum Hook., Hippeastrum ambiguum var. longiflorum Herb., Hippeastrum solandriflorum var. conspicuum Herb. nom. superfl., Hippeastrum solandriflorum var. rubritubum Herb., Hippeastrum solandriflorum var. striatum Herb., Hippeastrum elegans var. divifrancisci (Cárdenas) H.E.Moore, Hippeastrum araripinum (Ravenna) Meerow): Sie ist von Costa Rica bis Brasilien verbreitet.[12]
- Hippeastrum escobaruriae (Cárdenas) Van Scheepen: Sie kommt in Bolivien vor.[12]
- Hippeastrum espiritense (Traub) H.E.Moore: Sie kommt im brasilianischen Bundesstaat Espírito Santo vor.[12]
- Hippeastrum evansiae (Traub & I.S.Nelson) H.E.Moore: Sie kommt in Bolivien vor.[12]
- Hippeastrum ferreyrae (Traub) Gereau & Brako: Sie kommt im nördlichen Peru vor.[12]
- Hippeastrum forgetii Worsley: Sie kommt in Peru und Bolivien vor.[12]
- Hippeastrum fragrantissimum (Cárdenas) Meerow: Sie kommt in Bolivien vor.[12]
- Hippeastrum fuscum Kraenzl.: Sie kommt in Peru vor.[12]
- Hippeastrum gertianum (Ravenna) Dutilh: Sie kommt im brasilianischen Bundesstaat Paraná vor.[12]
- Hippeastrum glaucescens (Mart. ex Schult. & Schult. f.) Herb.: Sie ist in Brasilien und im nordöstlichen Argentinien verbreitet.[12]
- Hippeastrum goianum (Ravenna) Meerow: Sie ist in Brasilien verbreitet.[12]
- Hippeastrum guarapuavicum (Ravenna) Van Scheepen: Sie ist im südlichen Brasilien, in Paraguay und im nordöstlichen Argentinien verbreitet.[12]
- Hippeastrum harrisonii (Lindl.) Hook. f.: Sie kommt in Uruguay vor.[12]
- Hippeastrum hemographes (Ravenna) Dutilh: Sie kommt im südlichen Brasilien vor.[12]
- Hippeastrum hugoi (Vargas) Gereau & Brako: Sie kommt in Peru vor.[12]
- Hippeastrum iguazuanum (Ravenna) T.R.Dudley & M.Williams: Sie ist vom südlichen Brasilien bis zur argentinischen Provinz Misiones verbreitet.[12]
- Hippeastrum incachacanum (Cárdenas) Van Scheepen: Sie kommt in Bolivien vor.[12]
- Hippeastrum intiflorum (Vargas) Gereau & Brako: Sie kommt in Peru vor.[12]
- Hippeastrum kromeri (Worsley) Meerow: Sie kommt im brasilianischen Bundesstaat Minas Gerais vor.[12]
- Hippeastrum lapacense (Cárdenas) Van Scheepen: Sie kommt in Bolivien vor.[12]
- Hippeastrum leonardii (Vargas) Gereau & Brako: Sie kommt in Peru vor.[12]
- Hippeastrum leopoldii T.Moore: Sie kommt in Peru und in Bolivien vor.[12]
- Hippeastrum leucobasis (Ravenna) Dutilh: Sie kommt im brasilianischen Bundesstaat Goiás vor.[12]
- Hippeastrum macbridei (Vargas) Gereau & Brako: Sie kommt in Peru vor.[12]
- Hippeastrum machupijchense (Vargas) D.R.Hunt: Sie kommt in Peru vor.[12]
- Hippeastrum mandonii Baker: Sie kommt in Bolivien vor.[12]
- Hippeastrum maracasum (Traub) H.E.Moore: Sie kommt im brasilianischen Bundesstaat Bahia vor.[12]
- Hippeastrum marumbiense (Ravenna) Van Scheepen: Sie kommt im südlichen Brasilien vor.[12]
- Hippeastrum menesesii R.Vásquez & R.Lara: Sie wurde 2011 aus Bolivien erstbeschrieben. Seit 2015 gibt es zwei Unterarten:[12]
  - Hippeastrum menesesii R.Vásquez & R.Lara subsp. menesesii: Sie kommt im westlichen Bolivien vor.[12]
  - Hippeastrum menesesii subsp. whitakeri (Cárdenas) R.Vásquez & R.Lara: Sie kommt in Bolivien vor.[12]
- Hippeastrum minasgerais (Traub) Meerow: Sie kommt im brasilianischen Bundesstaat Minas Gerais vor.[12]
- Hippeastrum miniatum (Ruiz & Pav.) Herb.: Sie kommt in Peru vor.[12]
- Hippeastrum mollevillquense (Cárdenas) Van Scheepen: Sie kommt in Bolivien vor.[12]
- Hippeastrum monanthum (Ravenna) Meerow: Sie ist in Brasilien verbreitet.[12]
- Hippeastrum morelianum Lem.: Sie kommt im südöstlichen Brasilien vor.[12]
- Hippeastrum nelsonii (Cárdenas) Van Scheepen: Sie kommt in Bolivien vor.[12]
- Hippeastrum oconequense (Traub) H.E.Moore: Sie kommt in Peru vor.[12]
- Hippeastrum papilio (Ravenna) Van Scheepen: Sie kommt im südlichen Brasilien vor.[12]
- Hippeastrum paquichanum (Cárdenas) Dutilh: Sie kommt im westlichen Bolivien vor.[12]
- Hippeastrum paradisiacum (Ravenna) Meerow: Sie kommt im brasilianischen Bundesstaat Goiás vor.[12]
- Hippeastrum paranaense (Traub) Meerow: Sie kommt im brasilianischen Bundesstaat Paraná vor.[12]
- Hippeastrum pardinum (Hook. f.) Dombrain: Sie kommt in Peru und Bolivien vor.[12]
- Hippeastrum parodii Hunz. & A.A.Cocucci: Sie kommt in Bolivien und im nördlichen Argentinien vor.[12]
- Hippeastrum petiolatum Pax: Sie ist in Paraguay, Uruguay und in Argentinien verbreitet.[12]
- Hippeastrum pilcomaicum (Ravenna) Meerow: Sie kommt in Bolivien vor.[12]
- Hippeastrum pseudopardinum (Cárdenas) R.Vásquez & R.Lara: Sie wurde 2015 aus dem zentralen Bolivien erstbeschrieben.[12]
- Hippeastrum psittacinum (Ker Gawl.) Herb.: Sie ist im östlichen sowie südlichen Brasilien verbreitet.[12]
- Hippeastrum puniceum (Lam.) Voss: Sie ist von Mexiko über Zentralamerika sowie auf Karibischen Inseln bis Südamerika weitverbreitet und ist in manchen Gebieten der Welt, beispielsweise in den südlichen USA ein Neophyt. Sorten werden als Zierpflanzen verwendet.[12][1]
- Hippeastrum reginae (L.) Herb.: Sie ist im tropischen Südamerika verbreitet.[12]
- Hippeastrum reticulatum (L'Hér.) Herb.: Sie ist vom östlichen Brasilien bis Argentinien verbreitet.[12]
- Hippeastrum roseoalbum R.S.Oliveira & Dutilh: Sie wurde 2013 aus dem brasilianischen Bundesstaat Minas Gerais erstbeschrieben.[12]
- Hippeastrum rubropictum (Ravenna) Meerow: Sie kommt im südlichen Brasilien vor.[12]
- Hippeastrum sanfranciscanum Dutilh & R.S.Oliveira: Sie wurde 2013 aus dem brasilianischen Bundesstaat Minas Gerais erstbeschrieben.[12]
- Hippeastrum santacatarina (Traub) Dutilh: Sie kommt im südlichen Brasilien vor.[12]
- Hippeastrum scopulorum Baker: Sie kommt in Bolivien vor.[12]
- Hippeastrum starkiorum (I.S.Nelson & Traub) Van Scheepen: Sie kommt in Bolivien vor.[12]
- Hippeastrum striatum (Lam.) H.E.Moore: Sie kommt im östlichen und südlichen Brasilien vor.[12]
- Hippeastrum stylosum Herb.: Sie kommt in Guyana und im nordöstlichen Brasilien vor.[12]
- Hippeastrum teyucuarense (Ravenna) Van Scheepen: Sie kommt im nordöstlichen Argentinien vor.[12]
- Hippeastrum traubii (Moldenke) H.E.Moore: Sie kommt in Peru vor.[12]
- Hippeastrum umabisanum (Cárdenas) Meerow: Sie kommt in Bolivien vor.[12]
- Hippeastrum vanleestenii (Traub) H.E.Moore: Sie kommt in Surinam vor.[12]
- Hippeastrum variegatum (Vargas) Gereau & Brako: Sie kommt in Peru vor.[12]
- Hippeastrum viridiflorum Rusby: Sie kommt in Bolivien vor.[12]
- Hippeastrum vittatum (L'Hér.) Herb.: Sie ist vom südlichen Brasilien bis zum argentinischen Misiones verbreitet.[12]
- Hippeastrum wilsoniae L.J.Doran & F.W.Mey.: Sie kommt in Bolivien vor.[12]
- Hippeastrum yungacense (Cárdenas & I.S.Nelson) Meerow: Sie kommt in Bolivien vor.[12]

Hybride (Auswahl):
- Hippeastrum ×johnsonii (Gowen) Herb. = Hippeastrum reginae × Hippeastrum vittatum

## Nutzung
Aufgrund seiner späten Blütezeit ist der Ritterstern insbesondere zur Weihnachtszeit eine beliebte Zierpflanze, die oft unter der (falschen, s. o.) Bezeichnung Amaryllis verkauft wird. Im Handel befinden sich meist Hybriden auf Basis der Laub abwerfenden Arten. Neben der Topfkultur werden spezielle Vasen zur Hydrokultur sowie Zwiebeln mit oft buntem Plastiküberzug angeboten. Besonders Letzteres macht den Ritterstern zu einem Wegwerfprodukt, obwohl die Weiterkultur an sich anspruchslos ist. Durch seine lange Haltbarkeit (zwei Wochen) ist der Ritterstern auch eine beliebte Schnittblume in der Floristik.
Beim Ritterstern sind alle Teile stark giftig. Gerade die Zwiebel ist hoch toxisch und ein Verzehr von nur wenigen Gramm kann bereits tödlich sein. Auch Hautkontakt kann bei empfindlichen Personen bereits zu Reizungen führen.

## Weiterführende Literatur
- Veronica A. Read: Hippeastrum, the Gardener's Amaryllis. Timber Press, Portland OR, 2004, ISBN 978-0-88192-639-2.